# Hautecour, Savoie
Hautecour là một xã thuộc tỉnh Savoie trong vùng Rhône-Alpes ở đông nam nước Pháp. Xã này nằm ở khu vực có độ cao từ 599-2282 mét trên mực nước biển.